# نورتينغن
نورتينغن (بالألمانية: Nürtingen) هي Grosse Kreisstadt، مدينة وبلدة ألمانية تقع في ألمانيا في Esslingen. يقدر عدد سكانها بـ 42,270 نسمة .

## المدن التوأمة
مدن تسيربست، روندا كينون تاف ‏، Budapest, XXIII. District وأولينز هي مدن توأمة لـنورتينغن.

## أعلام
- دانييل ديدافي
- توماس برداريتش
- هوغو بارث
- كلاوس جاست
- ماثياس يايسله
- غوتليب جاكوب بلانك
- أنتال زابو